# Ricardo Pedrosa
Ricardo Jorge de Sousa Pedrosa (sinh ngày 2 tháng 1 năm 1989) là một cầu thủ bóng đá người Bồ Đào Nha thi đấu cho Gondomar.

## Sự nghiệp câu lạc bộ
Anh ra mắt chuyên nghiệp tại Giải bóng đá hạng nhất quốc gia Bồ Đào Nha cho Boavista vào ngày 19 tháng 4 năm 2009 trong trận đấu trước União de Leiria.